# Ponte Vecchio (Sospello)
Il Ponte Vecchio (Vieux Pont in francese) è un ponte ad arco fortificato che attraversa il torrente Bevera nel villaggio francese di Sospello, nel dipartimento delle Alpi Marittime. È stato iscritto nel registro dei monumenti storici di Francia l'8 luglio 1924.

## Storia
È probabile che un primo ponte sul Bevera sia stato costruito nel 1358 quando fu ampliata la cinta del castello di Sospello.
L'esistenza di un ponte in pietra è testimoniata per la prima volta nel 1522 mentre la torre risulta rappresentata nel Theatrum Statuum Sabaudiae del 1682.
Nel 1787 l'arcata nord, pericolante, fu restaurata e abbassata sotto la direzione di Giacinto Donato.
Fu fatto saltare dai tedeschi in ritirata nella notte tra il 27 ed il 28 ottobre 1944. Fu ricostruito tra il 1952 ed il 1958 con i materiali originari.